# Normandel
Normandel ist eine Commune déléguée in der französischen Gemeinde Charencey mit 86 Einwohnern (Stand: 1. Januar 2022) im Département Orne in der Region Normandie.
Mit Wirkung vom 1. Januar 2018 bildeten Normandel, Moussonvilliers und Saint-Maurice-lès-Charencey die Commune nouvelle mit dem Namen Charencey. Die Gemeinde Normandel gehörte zum Arrondissement Mortagne-au-Perche und zum Kanton Tourouvre.

## Bevölkerungsentwicklung
| Jahr                       | 1962 | 1968 | 1975 | 1982 | 1990 | 1999 | 2006 | 2018 |
| Einwohner                  | 155  | 126  | 106  | 106  | 105  | 98   | 107  | 92   |
| Quellen: Cassini und INSEE |      |      |      |      |      |      |      |      |

## Sehenswürdigkeiten

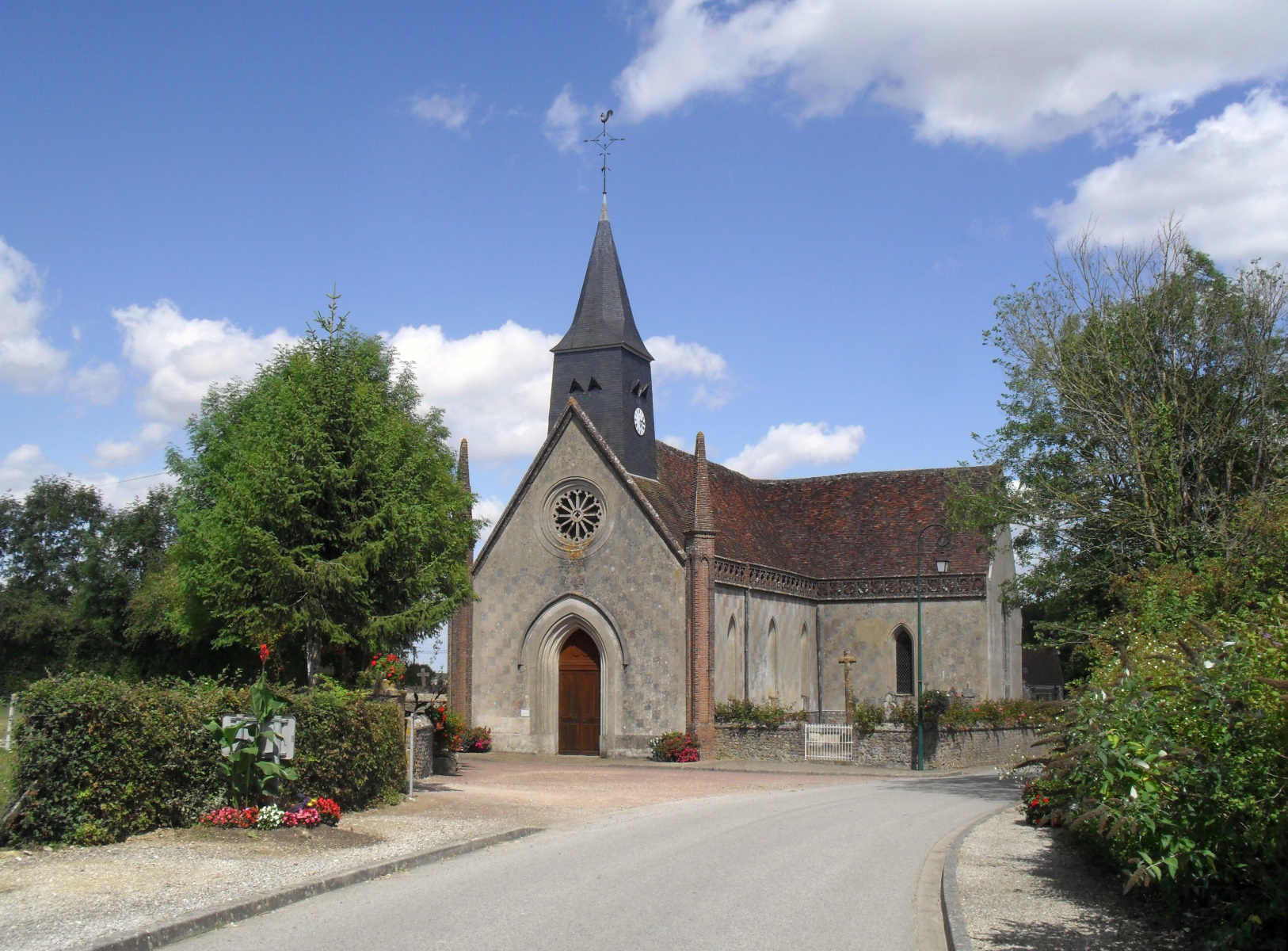
Kirche Saint-Firmin

- Kirche Saint-Firmin